# Coelotes katsurai
Coelotes katsurai là một loài nhện trong họ Amaurobiidae.
Loài này thuộc chi Coelotes. Coelotes katsurai được miêu tả năm 2009 bởi Nishikawa.